# Muara Emil
Muara Emil is een bestuurslaag in het regentschap Muara Enim van de provincie Zuid-Sumatra, Indonesië. Muara Emil telt 1896 inwoners (volkstelling 2010).